# Tadeusz Pyka
Tadeusz Hyacynt Pyka (ur. 17 maja 1930 w Piekarach Śląskich, zm. 23 maja 2009 w Katowicach) – polski działacz komunistyczny, ekonomista. Wiceprezes Rady Ministrów, poseł na Sejm PRL VI, VII i VIII kadencji

## Życiorys
Syn Jana i Agnieszki. Z zawodu inżynier hutnik. W 1958 uzyskał tytuł zawodowy inżyniera na Politechnice Śląskiej, następnie stopień doktora habilitowanego w 1970 i tytuł profesora nadzwyczajnego nauk ekonomicznych (1974). Był profesorem Górnośląskiej Wyższej Szkoły Handlowej im. Wojciecha Korfantego w Katowicach.
Od 1951 do 1955 pracował w Hucie im. M. Buczka w Sosnowcu. Był także pracownikiem aparatu Polskiej Zjednoczonej Partii Robotniczej na Śląsku (m.in. instruktorem i kierownikiem Wydziału Ekonomicznego), do której wstąpił w 1953. W latach 1964–1967 pełnił funkcję I sekretarza Komitetu Miejskiego partii w Bytomiu. Od 1967 do kwietnia 1974 był sekretarzem ekonomicznym, a także II sekretarzem Komitetu Wojewódzkiego PZPR w Katowicach. W grudniu 1971 zasiadł w Komitecie Centralnym PZPR (wcześniej, od czerwca 1964, był w nim zastępcą członka), z którego został odwołany w październiku 1980 wskutek wydarzeń sierpniowych. Wchodził również w skład Rady Redakcyjnej organu teoretycznego i politycznego KC PZPR „Nowe Drogi”. W 1980 (od 15 lutego do 24 sierpnia) zastępca członka Biura Politycznego KC PZPR. W lipcu 1981 został wykluczony z partii.
W latach 1972–1980 poseł na Sejm PRL VI, VII i VIII kadencji (zrzekł się mandatu w grudniu 1980). Od marca 1974 do października 1975 był I zastępcą przewodniczącego Komisji Planowania przy Radzie Ministrów. Wiceprezes Rady Ministrów w rządach Piotra Jaroszewicza, Piotra Jaroszewicza i Edwarda Babiucha i samodzielnym Edwarda Babiucha. Od 1978 do 1980 przewodniczył Komitetowi Rady Ministrów ds. Rynku Wewnętrznego.
W czasie stanu wojennego został internowany wraz grupą byłych czołowych działaczy PZPR.
W 1980 został odznaczony Orderem Budowniczych Polski Ludowej (pozbawiony orderu 29 lipca 1981). Posiadał również Krzyż Oficerski i Kawalerski Orderu Odrodzenia Polski, Order Sztandaru Pracy II klasy (odebrany 29 lipca 1981), Srebrny i Złoty Krzyż Zasługi (1964) oraz Medal 10-lecia Polski Ludowej (1955).